# Menophra marianae
Menophra marianae là một loài bướm đêm trong họ Geometridae.